# 자메이카의 재외공관 목록

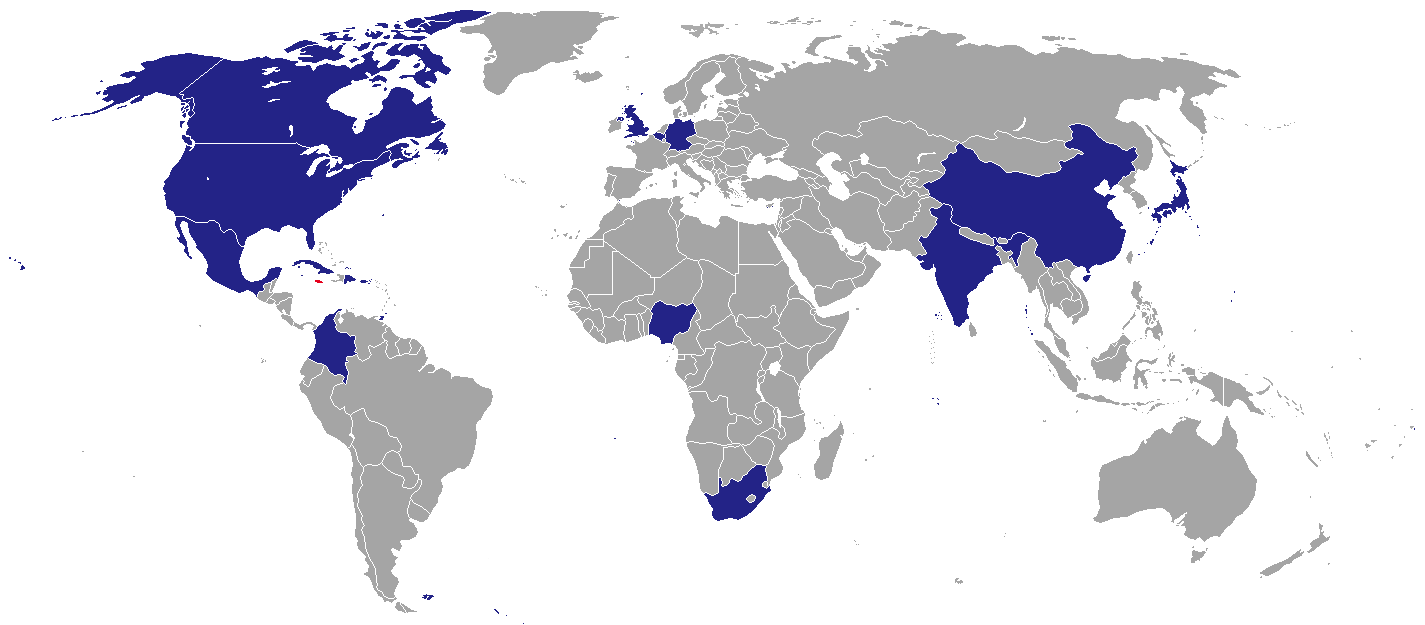
자메이카의 재외공관들

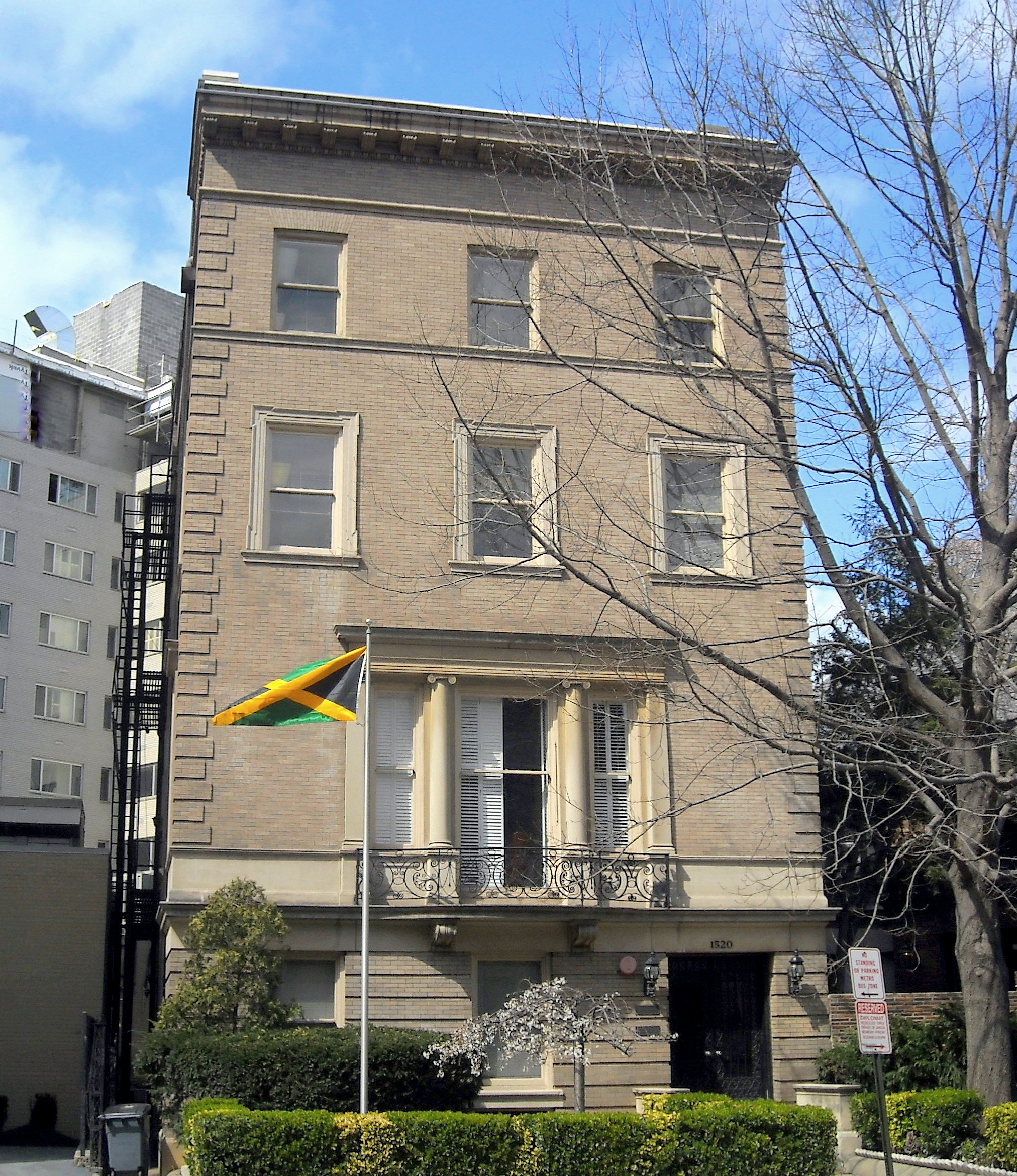
워싱턴 D.C. 주재 자메이카 대사관

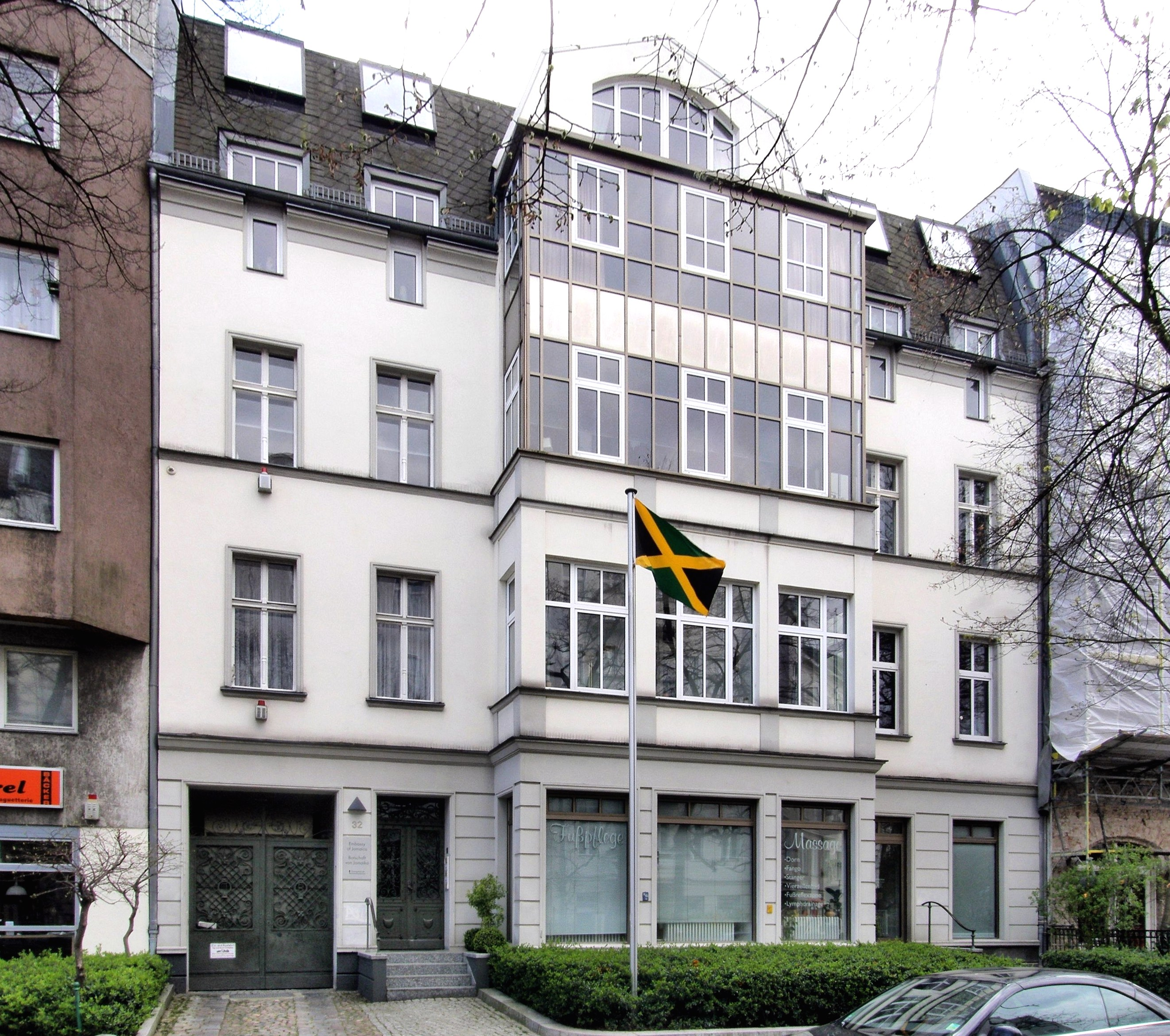
베를린 주재 자메이카 대사관

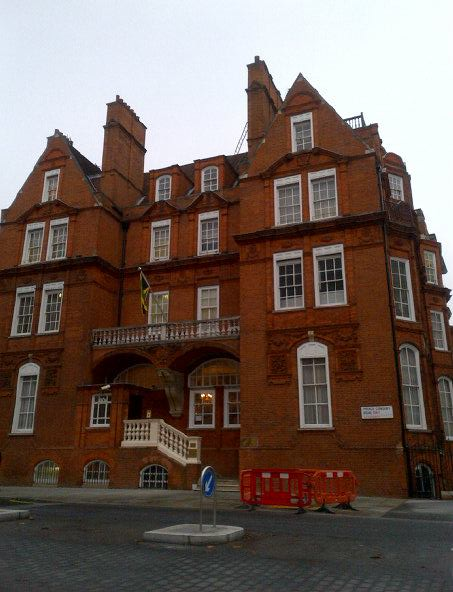
런던 주재 자메이카 고등판무관 사무소

자메이카의 재외공관 목록은 자메이카 주재 대사관과 고등판무관 사무소를 각국에 상주시켜 놓는 것을 의미하며, 자메이카의 재외공관을 나열한 목록이다.

## 아프리카
- 나이지리아 : 아부자 (고등판무관 사무소)
- 남아프리카 공화국 : 프리토리아 (고등판무관 사무소)

## 아메리카
- 브라질 : 브라질리아 (대사관)
- 캐나다 : 오타와 (고등판무관 사무소), 토론토 (총영사관)
- 콜롬비아 : 보고타 (대사관)
- 도미니카 공화국 : 산토도밍고 (대사관)
- 멕시코 : 멕시코시티 (대사관)
- 미국 : 워싱턴 D.C. (대사관), 뉴욕·마이애미 (총영사관)
- 쿠바 : 아바나 (대사관)
- 코스타리카 : 산호세 (대사관)
- 트리니다드 토바고 : 포트오브스페인 (고등판무관 사무소)
- 베네수엘라 : 카라카스 (대사관)

## 유럽
- 벨기에 : 브뤼셀 (대사관)
- 독일 : 베를린 (대사관)
- 영국 : 런던 (고등판무관 사무소)

## 아시아
- 중화인민공화국 : 베이징시 (대사관)
- 일본 : 도쿄도 (대사관)
- 쿠웨이트 : 쿠웨이트시티 (대사관)

## 대표부
- UN 자메이카 정부 대표부 : 뉴욕, 제네바
- EU 자메이카 정부 대표부 : 브뤼셀
- 미주 기구 자메이카 정부 대표부 : 워싱턴 D.C.
- 각 부처 소속 자메이카 정부 대표부 : 제네바